# صلاح مخارش
صلاح مخارش إعلامي وكاتب يمني، عمل في عدة قنوات وصحف سعودية مثل صحيفة الجزيرة السعودية وقناة إم بي سي وروتانا خليجية.

## الحياة المهنية
كان لصلاح مخارش مسيرة طويلة من العمل الصحفي في السعودية، بدأها بالعمل بجريدة الجزيرة في الرياض عام 1987، وفي عام 1990 ارتبط مع صحيفة الجزيرة بعقد سنوي كمحرر صحفي. إلى أن انتقل إلى مكتب الجريدة نفسها بجدة عام 1995. وبحكم خبرته في جريدة الجزيرة بالقسم الفني، ترأس مخارش أول مكتب لمجلة روتانا بجدة، ثم كان أحد مؤسسي قناة ”روتانا خليجية“ في بداية بثها وانطلاقتها عام 2005.
أثناء عمله في صحيفة الجزيرة، اشرف صلاح مخارش على العديد من الصفحات في الجزيرة، كان منها الصفحة الفنية، وصفحات عدة منوعه من بينها صفحات (ليل ونهار) و(حال الدنيا) كما اشرف على ملحق (الخميس) الذي كانت تصدره جريدة الجزيرة عام 1994.
كان صلاح مخارش أحد مؤسسي التحرير في جريدة الرياضي عند بداية انطلاقتها من الدمام عام 1997 وذلك من خلال مكتبها بجدة. وكان أول مدير لمكتب مجلة روتانا بجدة ومسؤولاً للتحرير فيها في أول صدور لها ولمدة عامين. وكذلك مسؤول الملف الفني في مجلة تاله مُنذ بداية صدورها.
ثم عمل مسؤولا في إذاعة MBC FM بجدة منذ عام 2004، وأسهم في اكتشاف عدد من نجوم الغناء وتقديمهم للنجومية، مثل: مشاعل وعبد الهادي حسين وعبد السلام سالم. ويعرف الإعلامي صلاح مخارش بظهوره مع عدد من الفنانين في بداياتهم مثل راشد الماجد وخالد عبدالرحمن وراشد الفارس، كما أدار إنتاج عدد من النجوم إعلاميا.
أعد أيضا وشارك في الكثير من البرامج التلفزيونية الشهيرة على قنوات روتانا وقناة إم بي سي والقناة السعودية الأولى، وقناة العربية.
وفي عام 2018 انتقل بشكل مستقر إلى الإمارات، والتحق بقناة ”الغد المشرق“ كمستشار برامج في القناة والإذاعة ومقدم للسهرات الفنية في المجموعة.

## وفاته
توفي الإعلامي صلاح مخارش يوم الثلاثاء 9 فبراير 2021.